# Женский антифашистский фронт Боснии и Герцеговины

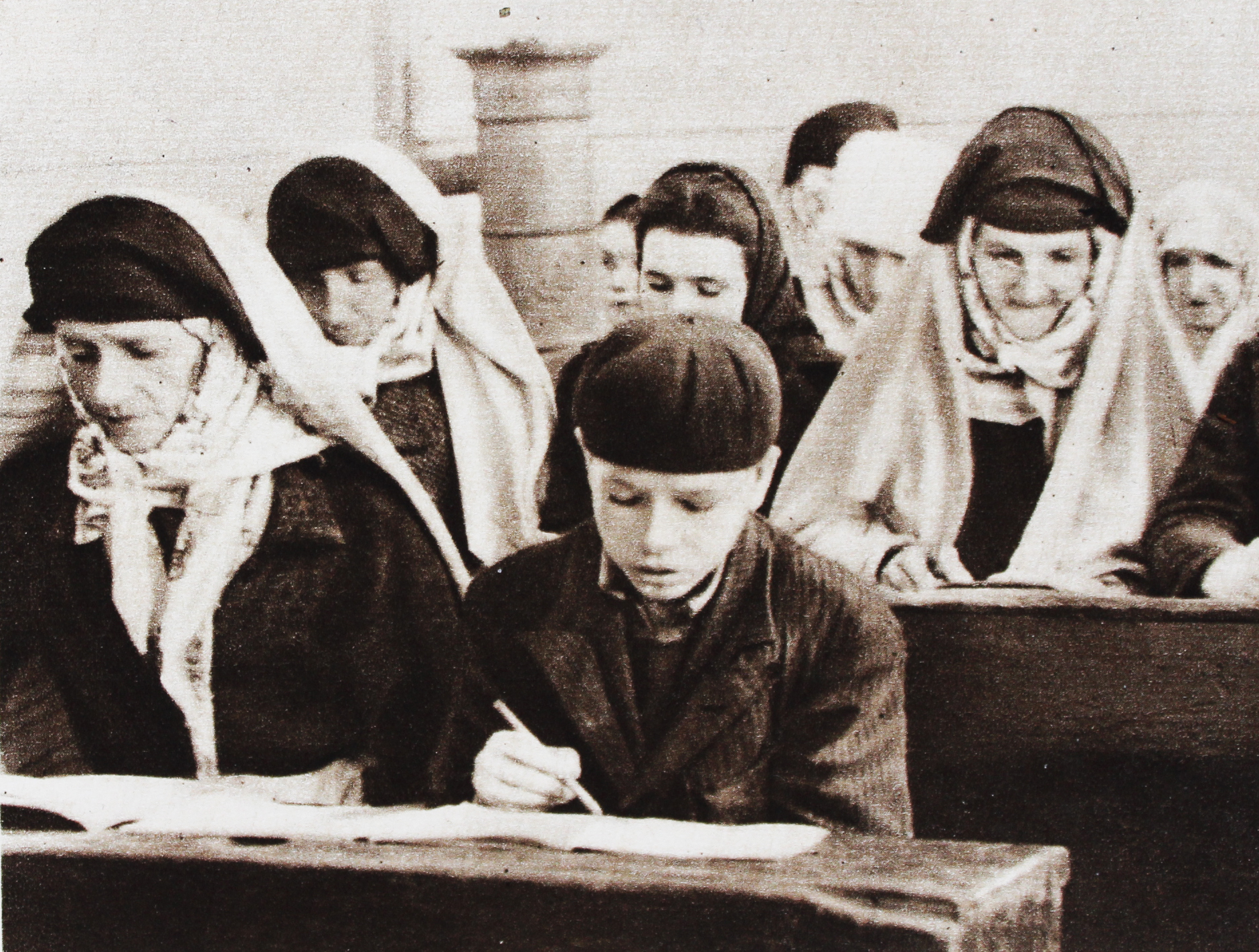
Ученицы в школе Народной Республики Босния и Герцеговина, 1948 год

Женский антифашистский фронт Боснии и Герцеговины или Антифашистский фронт женщин Боснии и Герцеговины (сербохорв. Антифашистички фронт жена Босне и Херцеговине / Antifašistički front žena Bosne i Hercegovine), сокращённо АФЖ БиГ (сербохорв. АФЖ БиХ / AFŽ BiH) — женская организация, действовавшая в Народной Республике Боснии и Герцеговины. Создана в феврале 1942 года по распоряжению компартии Боснии и Герцеговины для вовлечения женщин в помощь партизанскому движению. На базе фронта был создан единый Женский антифашистский фронт Югославии в декабре 1942 года в Босански-Петроваце.

## Предыстория
До начала Второй мировой войны значительная часть населения Югославии проживала в городах, однако положение женщин в обществе не изменялось и особенно сложным было в Боснии и Герцеговине, где фактически была борьба между христианством и исламом. Со слов антрополога Веры Штайн-Эрлих в ряде деревень обыденными были похищения невест и случаи изнасилования девушек, женщинам требовалось носить только определённую одежду и почти не разрешалось работать в магазинах и на фабриках. Огромное количество местных жительниц были неграмотными и страдали от разных заболеваний.

## В годы войны

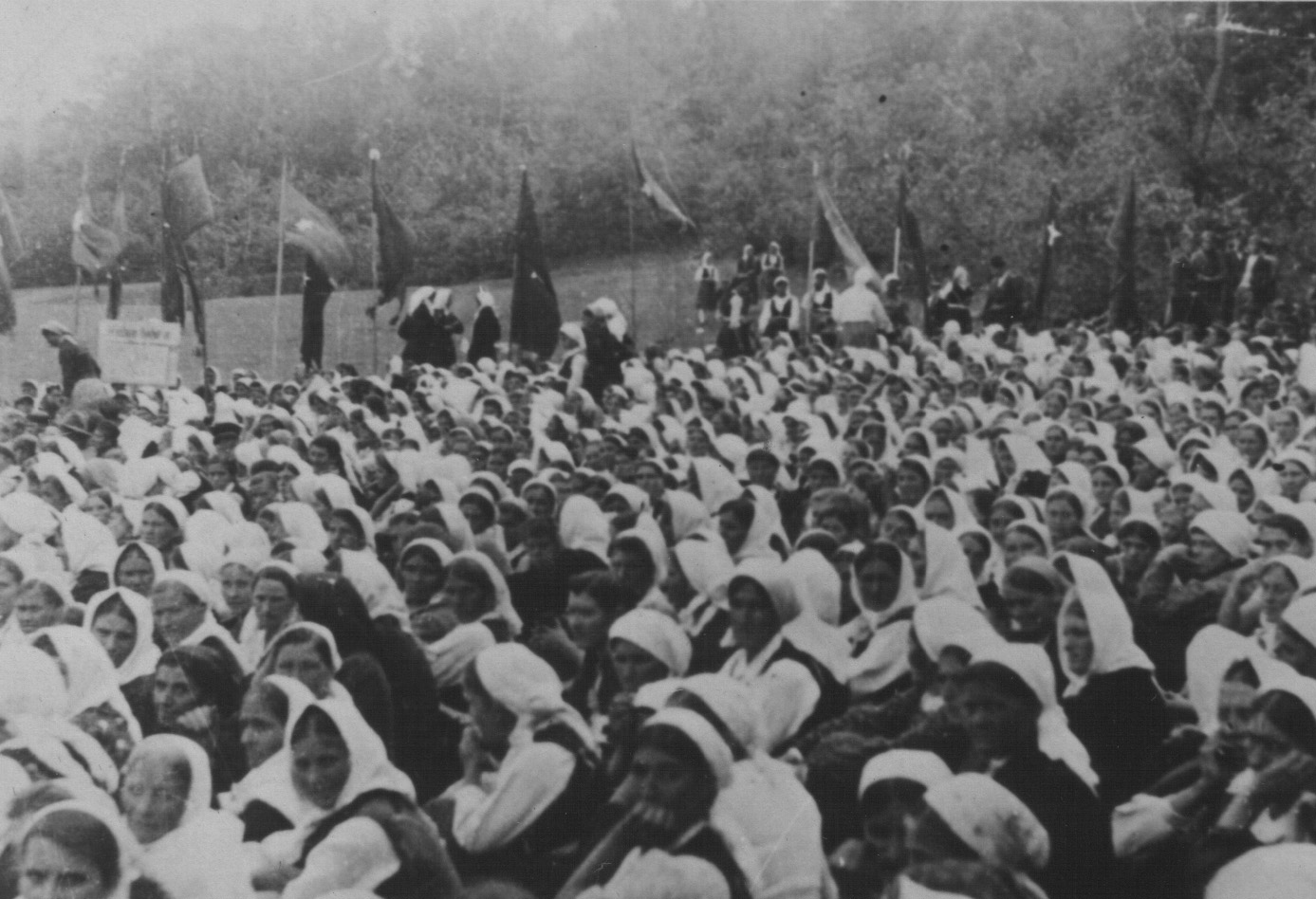
Встреча делегатов Женского антифашистского фронта в Дрваре

Босния и Герцеговина после начала апрельской войны оказалась под контролем Независимого государства Хорватия, которое руководствовалось в своей национальной политике радикальной националистической идеологией. Представители усташской милиции расправлялись немилосердно с женщинами нехорватского и небошняцкого происхождения (сербками, еврейками, цыганками и др.), а также с теми хорватками и боснийками, которые хоть как-либо симпатизировали силам Сопротивления (т.е. коммунистам). В феврале 1942 года на территории Боснии был создан Женский антифашистский фронт Боснии и Герцеговины. На первой встрече присутствовали более 500 босниек, приехавших с разных уголков области — преимущественно православные и мусульманки. После прибытия Тито 906 женщин из Фочи вступили во фронт.
Пропаганда Женского антифашистского фронта во многом была эффективна среди сербок, исповедовавших православие и подвергавшихся преследованиям со стороны оккупантов. Хорватки, которые в большинстве своём исповедовали католицизм, и бошнячки-мусульманки относились к организации изначально с подозрением и не торопились вступать в связи с тем, что большинство её членов были сербками. Впрочем, и сами сербки подозревали представительниц иных народов в сокрытии подлинных намерений и возможной помощи хорватским властям. Однако со временем фронт сумел объединить женщин со всей Боснии. К весне 1942 года он насчитывал около 2 тысяч женщин, которые так или иначе заявили о готовности поддержать партизанское сопротивление, причём бошнячки стали одними из наиболее ценных кадров: нося бурку, они могли беспрепятственно пройти на любую территорию, пронеся нелегальную литературу или оружие без угрозы обыска (впрочем, в бурку переодевались и христианки). В марте 1943 года после битвы на Неретве Женский антифашистский фронт взял на себя ответственность за борьбу в районе города Мостар.

## В поддержку прав женщин

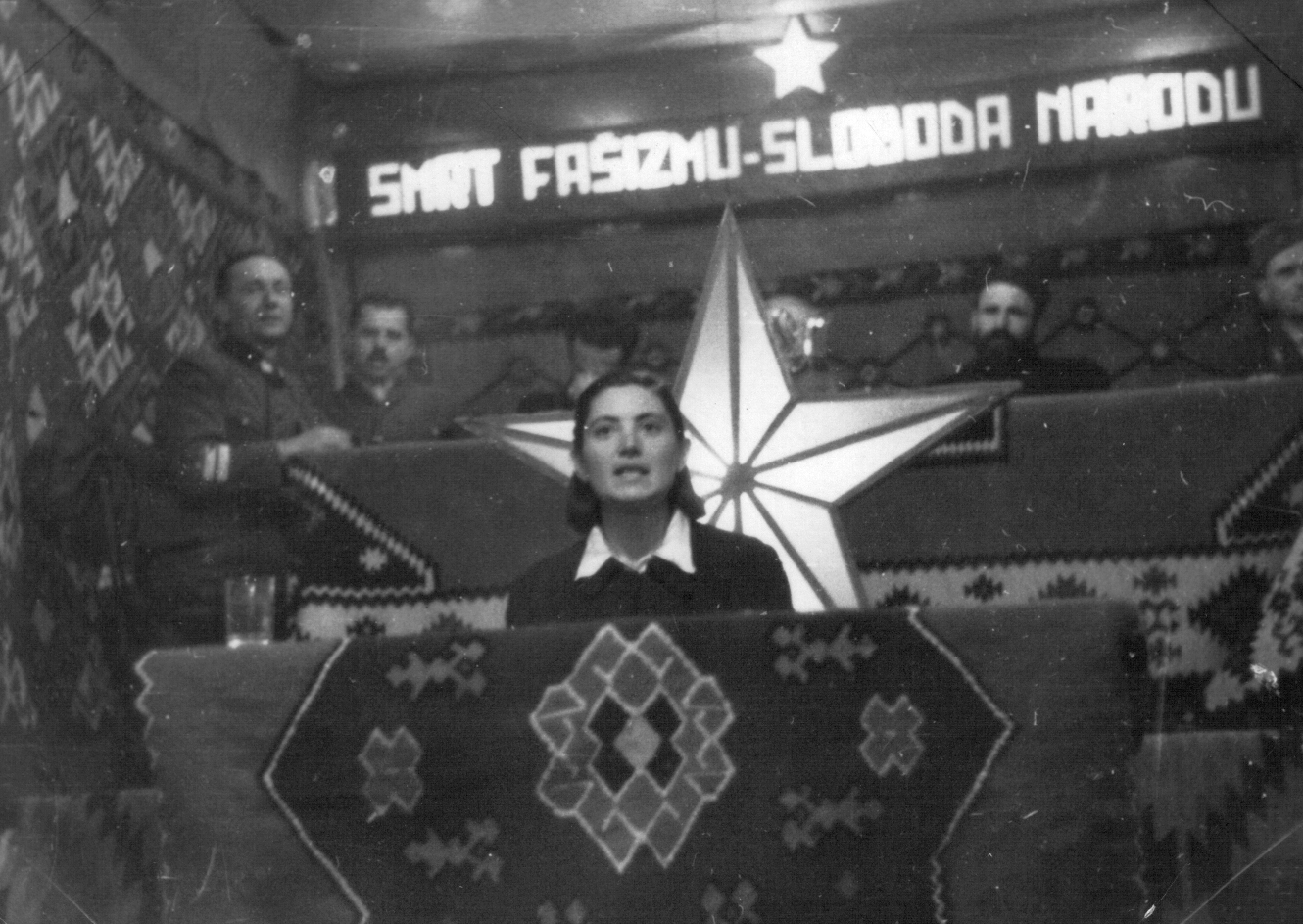
Рада Вранешевич выступает с речью на Земельном антифашистском вече народного освобождения Боснии и Герцеговины

Руководство Коммунистической партии Югославии, несмотря на своё стремление добиться уравнивания в правах мужчин и женщин, не всегда было в состоянии достичь своих целей. В Земельном антифашистском вече народного освобождения Боснии и Герцеговины на первом съезде в Мрконьич-Граде из 170 делегатов было всего 4 женщины, а на втором — из 107 делегатов всего 7 женщин, причём никто из женщин в Президиум не был избран. Тем не менее, Женский антифашистский фронт продолжал свою работу: активистки фронта иногда действовали по собственному усмотрению, а не по директиве партии, создавая собственные кассы, дома культуры, жилые помещения и даже «женскую общину» в деревне под Сански-Мостом. В декабре 1943 года ЦК КПЮ выразил недовольство действиями ЖАФ, расценив некоторые поступки как «самоуправство» и выразив обеспокоенность «ошибками уклона в феминизм», и отметил, что женщины «являются не какой-то отдельной частью народа, а составляют этот народ».

## Послевоенные годы

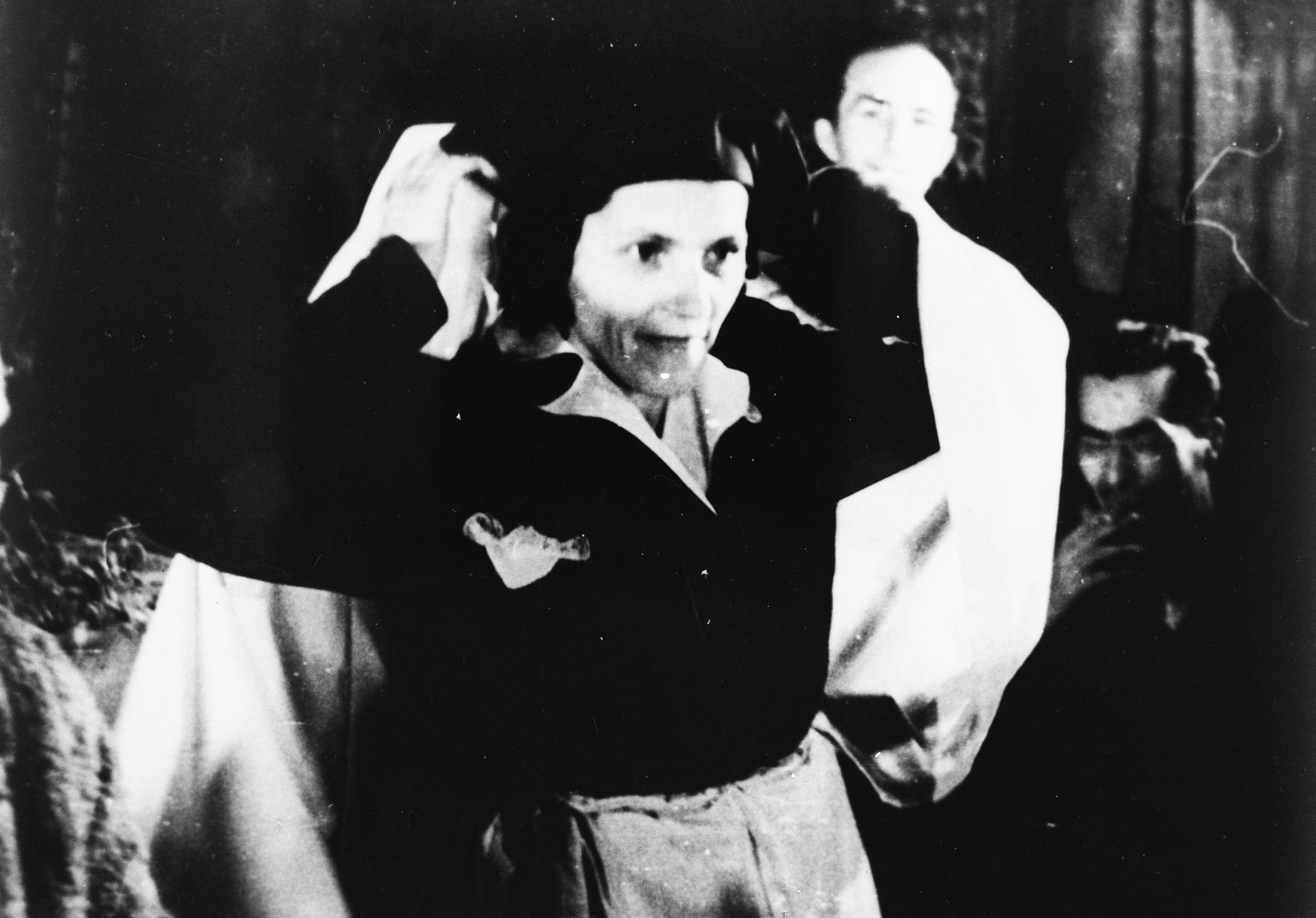
Церемония снятия никаба на втором съезде Женского антифашистского фронта БиГ. Сараево, 1947

В конце 1940-х годов Женский антифашистский фронт занялся организацией ликбеза в Боснии и Герцеговине, проводя занятия по грамотности в рамках начальной и средней школы и семинары по здравоохранению. Организация запустила кампанию с призывом в адрес бошнячек участвовать в общественно-политической жизни и добилась почти стопроцентной явки женщин на голосования на выборах в комитеты компартии разного уровня. Компартия продолжала прилагать все усилия для установления равенства в правах между всеми гражданами, ликвидируя половую и национально-религиозную дискриминацию. Особенно трудной была работа с мусульманками, поскольку консервативные мужья запрещали им вмешиваться в политику, а сами жёны боялись общаться хоть как-либо с православными женщинами.
В 1947 году на втором съезде в Сараево Женский антифашистский фронт объявил о том, что в стране отныне женщинам запрещалось носить хиджаб (фереджу) и никаб (зар) как символы неравенства и рабства. Семша Кадич, делегат съезда из Травника, торжественно сняла с себя никаб, чем заслужила аплодисменты всех мусульманок на съезде. В течение следующих трёх лет партия вела борьбу за то, чтобы женщины отказались от ношения подобной одежды, и в этом фронт поддержал муфтий Ибрахим Фежич, доказывавший, что религия не требовала от женщин закрытия собственного лица. В сентябре 1953 года фронт прекратил своё существование.

## Известные деятельницы
- Мария Бурсач (1920–1943), Народный герой Югославии
- Вахида Маглайлич (1907–1943), Народный герой Югославии
- Драгица Правица (1919–1942), Народный герой Югославии
- Рада Вранешевич (1918–1944), Народный герой Югославии